# Терещук Віталій Володимирович
Терещук Віталій Володимирович (1932, село Кашперівка — 2010, Київ) — український поет. Член ВАП.
Віталій Терещук народився в 1932 р. в с. Кашперівка Козятинського району Вінницької області. Закінчив семирічну, потім однорічну ветеринарну школу. Служив три роки в армії, після закінчення Тульчинського ветеринарного технікуму працював ветфельдшером. Коли було оголошено про набір будівельників на ударну будову — Київську ГЕС, поїхав на Київщину. Після завершення будівництва ГЕС Віталій Володимирович залишився працювати в столиці України. Відгукнувшись на новий заклик — освоювати багатства надр Сибіру, поїхав у Тюменську область Росії, де 9 років добував нафту. Але ніколи не забував про рідну Україну. У вільний час писав вірші. Твори Віталія Терещука публікувалися у радянських та українських виданнях.

## Творчість Віталія Терещука
Пісня про вічного солдата
Довго мати по світу блукала, То синочка свого виглядала, То шукала могилу солдата.
По війні стала пусткою хата…
– Де ж вона, мого сина могила?
Все ходила старенька, ходила…
Стала кликати в чистому полі, А синочок… стоїть при тополі…
– Та не вбитий я, мамо, не вбитий!
Я у бронзі навічно відлитий.
І стоятиму так я віками.
Обніми мене, мамо, руками!
До грудей припадає солдата
В чорній хустці зажурена мати.
– Ой, холодна ж ця бронза! –
та й плаче, Мов та птаха, підбита неначе.
– Чом додому, синочку, не йдеш ти?
Чого довго ти так забарився?..
– Ой, матусю, моя ти рідненька!
Бачиш, син твій в солдатах
лишився!
Та не вбитий я, мамо, не вбитий, Я у бронзу навічно відлитий.
І стоятиму так я віками!
Обніми мене, мамо, руками!..